# Proiectul Manhattan

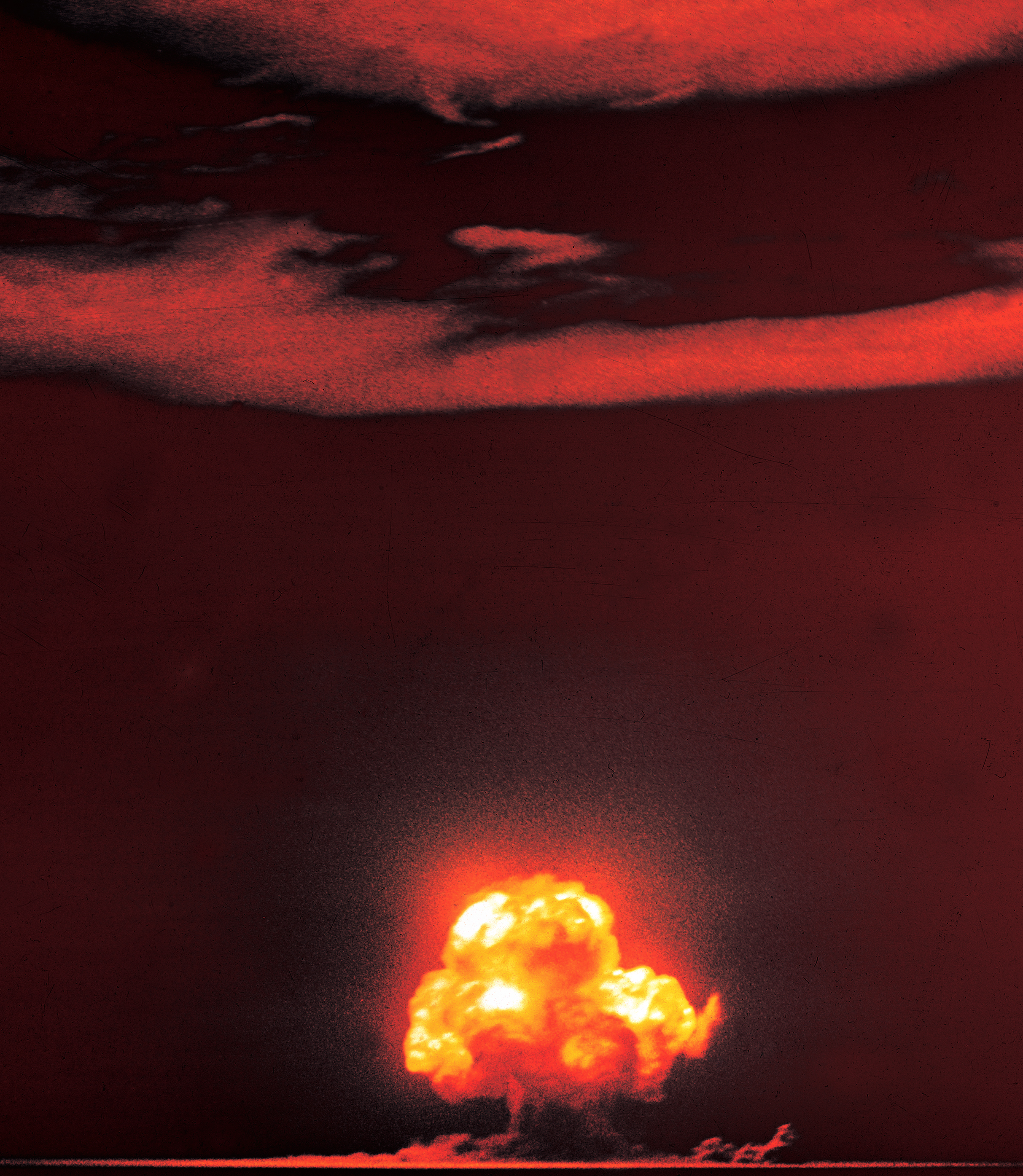
Proiectul Manhattan a avut ca rezultat crearea primelor arme nucleare, și prima detonare de bombă nucleară din istorie, testul Trinity, pe 16 iulie 1945.

Proiectul Manhattan a fost proiectul de cercetare și dezvoltare a primei arme nucleare (cunoscută popular ca bomba atomică) în timpul Celui de-Al Doilea Război Mondial de către Statele Unite ale Americii, Regatul Unit și Canada. Ceea ce a fost denumit oficial Districtul Ingineresc Manhattan, se referă anume la perioada 1942–1946, când proiectul s-a aflat sub controlul Corpului de Geniu al Armatei SUA, sub administrația Generalului major Leslie Groves. Cercetarea științifică a fost condusă de fizicianul american J. Robert Oppenheimer.
Pentru locul de realizarea proiectului a fost desemnată prima oară Districtul Manhattan; numele locului a înlocuit treptat numele de cod oficial. 
Proiectul a avut succes în dezvoltarea și detonarea a trei arme nucleare în 1945: o detonare de test a unei bombe cu implozie cu plutoniu pe 16 iulie (testul Trinity) lângă Alamogordo, statul New Mexico, o bombă cu uraniu îmbogățit denumită "Little Boy" pe 6 august deasupra orașului Hiroshima, Japonia, și o a doua bombă cu plutoniu, denumită "Fat Man" pe 9 august deasupra orașului Nagasaki, Japonia.

## Istoric
Rădăcinile proiectului s-au aflat în temerile oamenilor de știință ai anilor 1930 că Germania Nazistă însăși investiga posibilitatea producerii armelor nucleare. Născut dintr-un mic program de cercetare în 1939, Proiectul Manhattan a ajuns să angreneze peste 130.000 de oameni și să coste aproape 2 miliarde de dolari ai timpului (circa 23 miliarde, la nivelul din 2007 al dolarului, pe baza CPI). A avut ca rezultat crearea multor puncte de producție și cercetare care au operat în secret.
Peste 90 la sută din costuri au fost destinate pentru construirea de fabrici și pentru producerea de material fisionabil, cu mai puțin de 10 la sută pentru dezvoltarea și producția de arme. Cercetarea și producția au avut loc în peste treizeci de locații din Statele Unite, Regatul Unit și Canada.

Locuri importante a desfășurării proiectului Manhattan

Cele trei centre primare de cercetare și producție ale proiectului au fost centrul de producție al plutoniului aflat la Hanford Site, centrele de îmbogățire a uraniului de la Oak Ridge, statul Tennessee și laboratorul de proiectare și cercetare a armelor, cunoscut astăzi ca Laboratorul Național Los Alamos. Cercetări s-au desfășurat și în peste treizeci de alte locații din Statele Unite, Canada, și Regatul Unit. Districtul Ingineresc Manhattan a controlat producția de arme din SUA până la formarea Comisiei de Energie Atomică, în ianuarie 1947.